# اونو یاسومارو

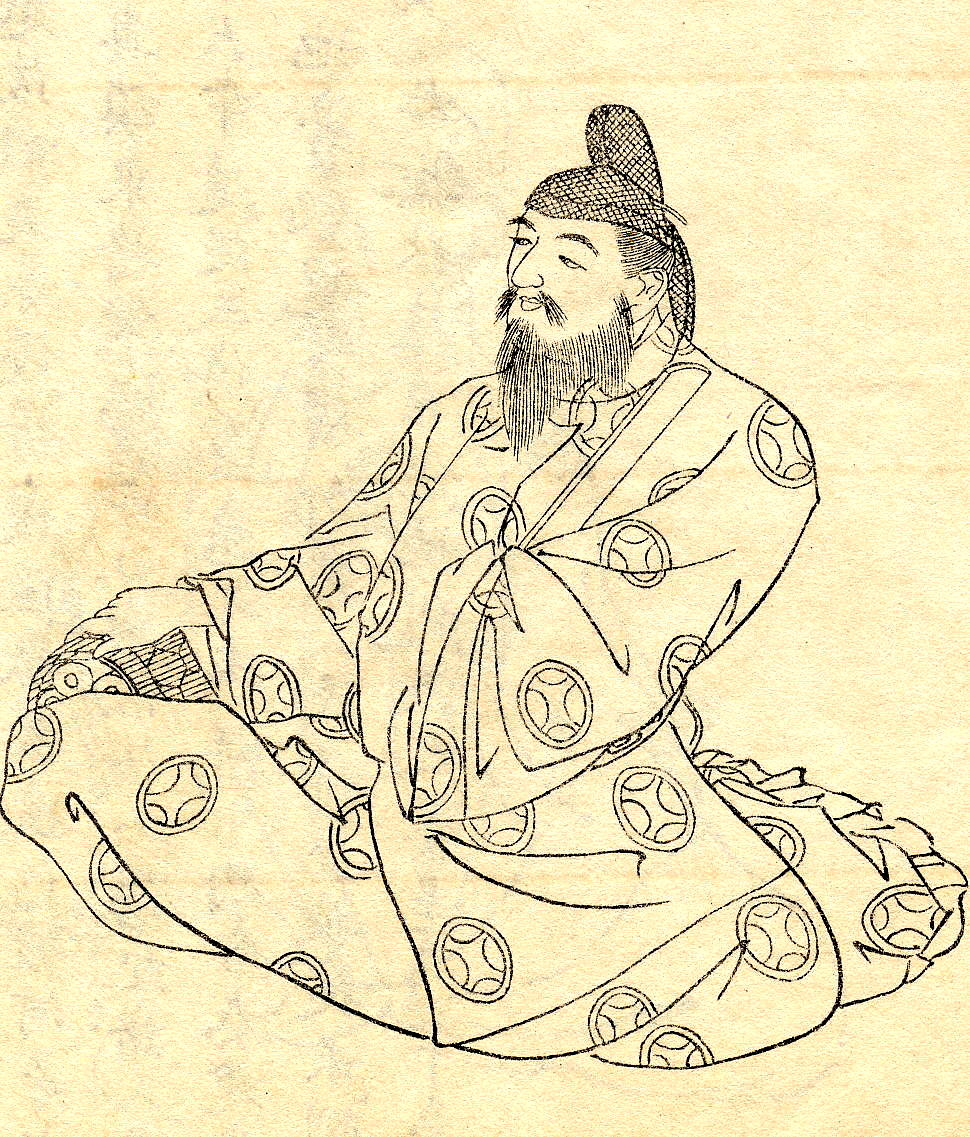
اونو یاسومارو

اونو یاسومارو (به ژاپنی: 太安万侶) (درگذشته ۱۵ اوت ۷۲۳ میلادی) نجیب‌زاده، دیوان‌سالار و وقایع‌نگار ژاپنی بود. شهرت او از بابت گردآوری و تدوین کتاب کوجیکی (به فرمان ملکه گمه‌ای و با کمک هیدا نو آره) و به احتمال فراوان نقش فعال در تهیه کتاب نیهون‌شوکی (به سرپرستی شاهزاده تونری) بود. 